# خربزه درختی
خربزه درختی (Carica) سرده‌ای از خربزه‌درختیان به ارتفاع حداکثر ده متر، بدون انشعاب، با ۴۵ گونه که اغلب در مناطق گرمسیری آمریکا پراکنده هستند؛ برگ‌های گیاهان این سرده نرم و لَپ‌دار به طول ۳۰ تا ۶۰ سانتی‌متر با دمبرگ بلند است که در بالای تنه به صورت خوشه‌ای قرار گرفته‌اند؛ گل‌های آنها تک‌جنسی با ده پرچم در دو حلقه و مادگی آنها دارای یک کلاله بدون پایه پنج‌لَپی است. مدت زمان از کاشتن بذر تا میوه دادن حدود یک سال است و عمر ان حدود ۱۰ سال می‌باشد ولی عمر اقتصادی ان حدود ۳ سال می‌باشد.